# Joconde

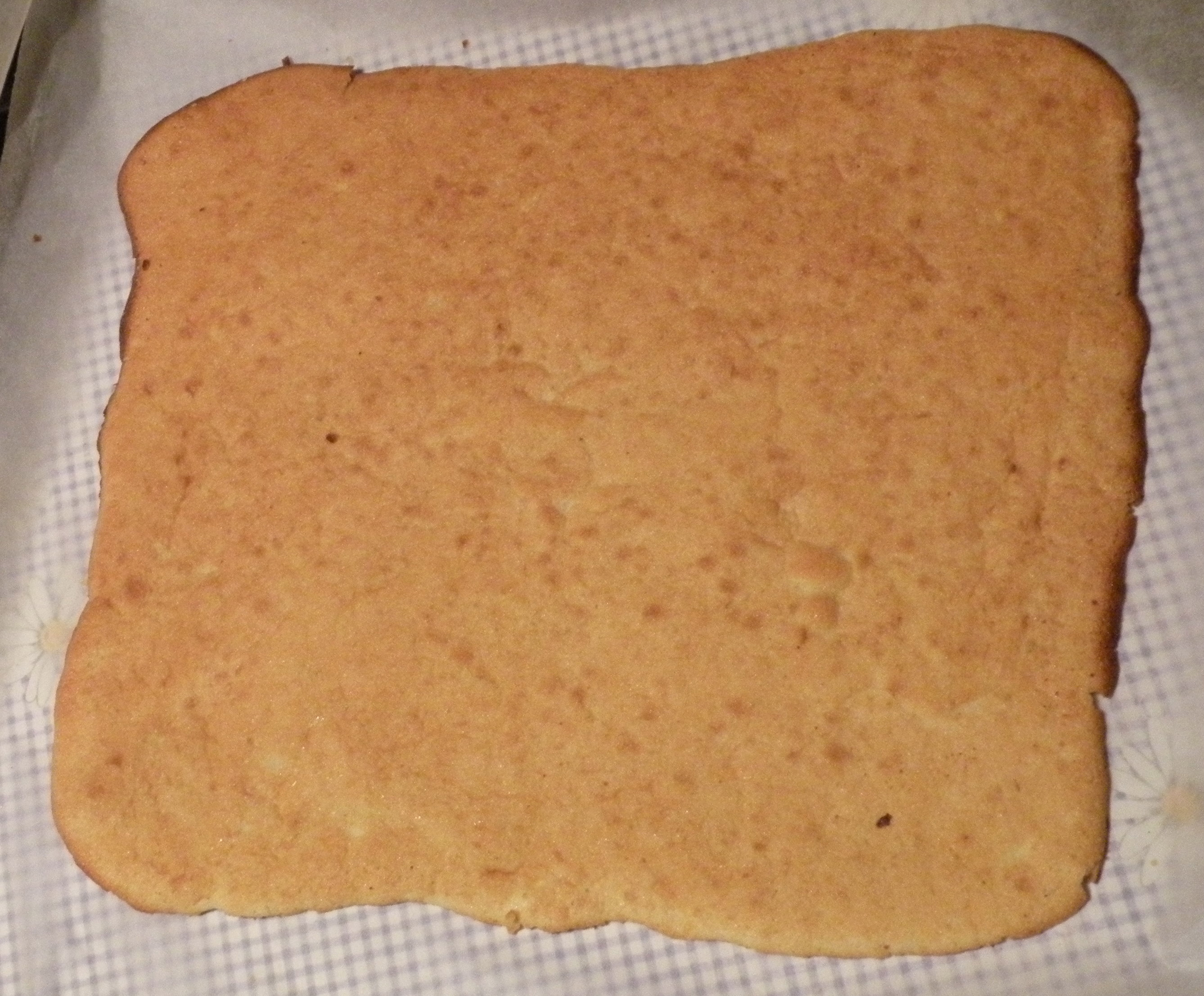
Jocondekaka.

Joconde [dʒoˈkond] eller jocondekaka är en typ av sockerkaka, av fransk ursprung, som görs med ingredienserna ägg, mjöl, mald mandel, socker, smör och aromer. Kakan har en lätt och fluffig konsistens med en nötig och rik smak. Den ingår i många olika bakverk och desserter och kan bland annat användas som tårtbotten. Den är uppkallad efter Leonardo da Vincis målning Mona Lisa som heter La Joconde på franska. I Frankrike kallas kakan biscuit joconde, génoise joconde eller bara joconde.
Joconde i likhet med génoise görs med äggskum och innehåller ingen bakpulver och därför kallas ibland génoise joconde. Det som skiljer de emellan är förekomsten av mald mandel, även kallat mandelmjöl, i joconde. Kakan smaksätts ibland med apelsin- eller citronzest. När den används i bakverk, till exempel som tårtbotten indränks den ofta med kaffe, sockerlag eller någon form av sirap.

## Tillredning
Tillredning kan variera något men i stora drag går den ut på att en form förbereds genom att först smöras och sedan kläs med bakplåtspapper både på botten och sidorna. Det kan vara en långpanna eller springform. Äggulor separeras från vitor, utan att någon gula följer med vitan. Smör smälts och sedan svalnar i en skål. I en stor bunke äggulor, i vissa recept hela ägg, vispas ordentligt med florsocker med hjälp av en elvisp tills smeten vitnat och blivit krämig och pösig. I en annan bunke vispas äggvitan långsamt tills den börjar skumma. Sedan ökas hastigheten och socker tillsätts i omgångar tills man får ett hårt skum, så kallat marängsmet. När man drar ut vispen med lite maräng på och håller den upp och ner ska vitan bilda en topp som håller formen och inte kollapsar.
Sedan siktas ner mald mandel och vetemjöl i äggulesmeten. Eventuella aromer som till exempel vaniljsocker eller zest och det smälta smöret tillsätts. Det rörs om försiktigt till en jämn smet. Sedan vänds de vispade äggvitorna försiktigt ner i mandelblandningen i två omgångar med hjälp av en slickepott. Man ska försöka behålla så mycket luft som möjligt i smeten. Den hälls sedan ut på formen och breds försiktigt ut med en tårtpalett och gräddas i nedre delen av ugnen tills gyllenbrun och genombakad.

## Användning

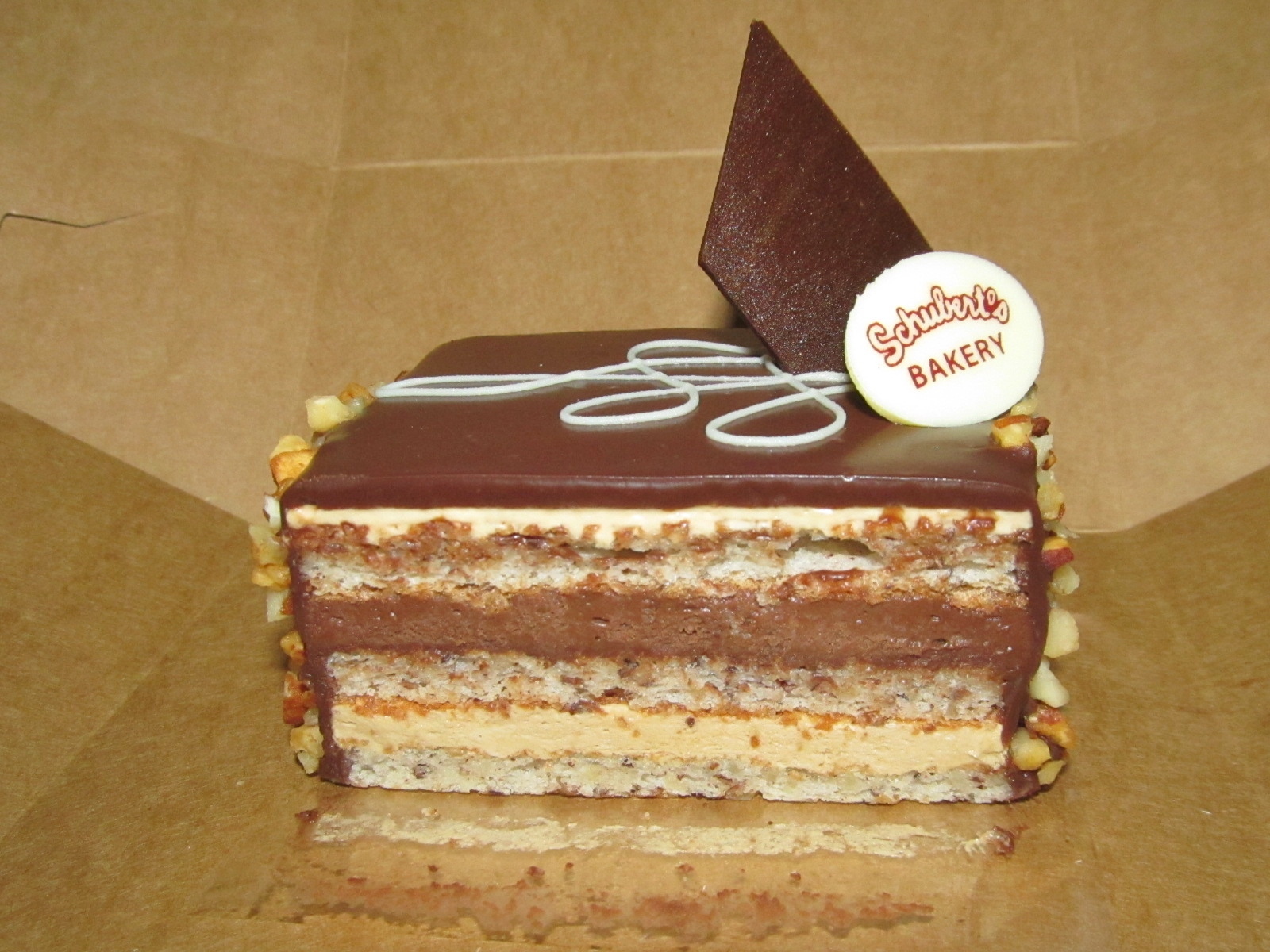
Gâteau opéra med tunna skivor av joconde.

Joconde användas i många olika bakverk och desserter såsom tårtor, entremets, julstubbar och rulltårtor. Kakan ingår ofta i tårtor och entremets som har lager med mousse, bavarois eller smörkräm. En tårta som görs med jocondekaka är Gâteau opéra. Den görs med flera tunna lager av kakan som indränks med söt espresso, och varvas med ganache och smörkräm, smaksatta med espresso. Tårtan täckts med chokladglasyr.
När joconde ska användas för att göra rulltårta eller julstubbe strös florsocker över kakan när den kommer ut från ugnen och den rullas i en handduk för cirka 10 minuter. Sedan rullas den ut och tilläts svalna till rumstemperatur. Kakan täcks då med någon form av fyllning, såsom sylt, smörkräm eller vispad grädde, innan den rullas till färdig produkt.